# Notte buia, niente stelle
Notte buia, niente stelle (Full Dark, No Stars) è la decima antologia di racconti di Stephen King, pubblicata negli USA il 9 novembre 2010 (con una tiratura superiore al milione di copie) e il 23 novembre dello stesso anno in Italia, un anno dopo Stephen King Goes to the Movies. Contiene quattro novelle inedite. La traduzione è stata affidata a Wu Ming 1.
Nella postfazione, datata 23 dicembre 2009, così l'autore descrive la raccolta: 
(Stephen King)

## Elenco delle novelle
| nº | Titolo italiano      | Titolo originale |
| -- | -------------------- | ---------------- |
| 1  | 1922                 | 1922             |
| 2  | Maxicamionista       | Big Driver       |
| 3  | La giusta estensione | Fair Extension   |
| 4  | Un bel matrimonio    | A Good Marriage  |

## Opere contenute

### 1922

#### Trama
1930: chiuso in una stanza d'albergo di Omaha, nel Nebraska, l'agricoltore Wilfred scrive una confessione in cui racconta nei dettagli l'uccisione della moglie Arlette, avvenuta otto anni prima, con la complicità del figlio quattordicenne Henry "Hank", e tutti i tragici fatti di sangue che accaddero nel corso del 1922, dopo l'omicidio della donna.
L'assassinio era avvenuto in una sera di inizio estate, dopo che per mesi moglie e marito avevano litigato per una questione legata ad un terreno che Arlette aveva ereditato e che voleva vendere alla compagnia Farrington, e che Wilfred invece voleva assolutamente tenere: la donna inoltre voleva lasciare la vita di campagna, che non sopportava più, per trasferirsi in città, mentre il marito - proprietario terriero da generazioni - non ne voleva sapere. Nessuno dei due aveva mai ceduto di un passo, così Wilfred aveva messo in piedi un piano, coinvolgendo per settimane il figlio, raccontandogli come la vita di città sarebbe stata impossibile e che la donna era solo un ostacolo.
Una sera, ubriacata Arlette, Wilfred le taglia la gola ma la donna non muore subito e quello che doveva essere un "lavoro pulito" diventa una tragedia di cui padre e figlio non riescono più a liberarsi: gettata la donna in un pozzo in mezzo ai campi, nel corso dei giorni provvedono a ostruire il pozzo stesso, mentre l'avvocato della Farrington - contattato in precedenza da Arlette - comincia a recarsi alla fattoria a chiedere notizie sulla donna, come pure lo sceriffo. Wilfred dice loro che la donna ha fatto le valigie e se n'è andata spontaneamente e Henry regge la storia orchestrata col padre. Ma Wilfred comincia ad avere incubi e tremendi sensi di colpa, soprattutto vedendo come l'omicidio abbia avuto una drammatica ripercussione sul carattere del giovane, che stenta a volte a riconoscere. Inoltre, durante l'estate, accadono terribili episodi con dei ratti che escono dal pozzo dove giace la donna: nel frattempo, Henry mette incinta la giovane Shannon, sua compagna di classe e vicina di casa.
Dopo che Shannon viene rinchiusa in un collegio dai suoi genitori, Henry raggiunge la struttura liberandola ed avviando con lei una carriera da rapinatore, durante la quale ferisce alla gamba un vigilante, Charles Griner.
Nel frattempo il fantasma di Arlette avvisa Wilfred che Henry e Shannon stanno per andare incontro alla morte: la ragazza viene ferita da un negoziante rapinato e Henry, trasportatala in macchina, sbanda e finisce in un fosso, dove Shannon e il figlio che ha in grembo perdono la vita; Henry decide quindi di spararsi un colpo in testa.
Wilfred è morso da un topo e perde una mano; perseguitato dai topi stessi, cambia più volte città, fino a concludere i suoi giorni in una camera d'albergo dove viene divorato dai topi, ma creduto suicida.